# Calatravaorden

Calatravaordens symbol.

Calatravaorden (spanska: Orden de Calatrava), är en av Spaniens äldsta andliga riddarordnar och grundades av abboten Raimond från cisterciensklostret Fitero till försvar för den samma år anförtrodda kastilianska borgen Calatrava, som Alfonso VIII av Kastilien 1146 erövrat från det moriska riket Córdoba. Orden hörde till cisterciensernas regel, men efter Raimonds död 1163 emanciperades riddarna åtminstone delvis, och valde till stormästare Don Garcias de Redon och fick 1164 av Alexander III påvlig stadfästelse. 1197—1212, då morerna åter innehade Calatrava uppehöll sig riddarna på borgen Salvatierra, varför orden även kallades för Salvatierra-orden. Som belöning för sin kamp mot morerna fick de av de spanska kungarna stora besittningar och uppnådde en betydande maktställning. 1498 fick Ferdinand den katolske av påven Innocentius VIII det länge eftersträvade stormästarskapet över orden, och från 1523 var detta för alltid förenat med kronan. Sedan orden efter morernas fördrivande mist sitt ursprungliga ändamål, blev den så småningom alltmer förvärldsligad och ansedd nästan som en förtjänstorden. Upphävd av den republikanska regeringen 1872, återställdes den av Alfonso XII. Sedan 1219 fanns också en numera sekulariserad filial av orden, konturinnorna av Calatrava.